# San Gennaro Vesuviano
San Gennaro Vesuviano község (comune) Olaszország Campania régiójában, Nápoly megyében, .

## Fekvése
Nápolytól 25 km-re keletre fekszik. Határai: Nola, Ottaviano, Palma Campania és San Giuseppe Vesuviano.

## Története
A települést, amely a Vezúv és a Monte Sant’Angelo között, a Campaniai-síkságon fekszik az ókorban Planum Palmae név alatt ismerték, majd később Il Piano (azaz A síkság) név alatt, mivel miután a sarno-nocerai és nolai mezőgazdasági vidékek határán fekszik. 
A régészeti leletek tanúsága szerint a település már a bronzkorban (i. e. 20 000 évvel ezelőtt) lakott volt. A bronzkori települést a Vezúv egyik kitörése pusztította el, és csak évszázadokkal később népesült ismét be. A mai település első írásos emléke 1631-ból származik, amikor a terület birtokosa Scipione Pignatelli, San Valentino grófja és Lauro márkija, aki hagyatékában egy nagy kiterjedésű területet a ferenceseknek ajándékozott. A ferencesek egy nagy kolostort építettek erre a területre, amely II. Ferdinánd nápolyi király jóvoltából önrendelkezési jogokat kapott.  A település 1841-ben vált önálló községgé. A 20. század végén a camorra egyre inkább megvetette a lábát a településen, emiatt 2001-ben olasz államelnöki rendelettel megszüntették a helyi tanácsot, a bűnszövetkezet befolyása miatt. 

## Népessége
A népesség számának alakulása:

## Főbb látnivalói
- egykori ferences kolostor
- Santi Gioacchino e Anna-templom
- Giugliani-kápolna
- Sommesi-kápolna

## Híres személyek
- itt született Michele Nappi (1951–) olasz bajnok labdarúgó (AS Roma)